# 太阳信托银行诉霍顿·米夫林·哈科特案
太阳信托银行诉霍頓米夫林哈科特案（英語：Suntrust v. Houghton Mifflin Co.，268 F.3d 1257 (11th Cir. 2001)）是由美国联邦第十一巡回上诉法院对玛格丽特·米切尔小说《飄》的所有者做出的判决，撤销了禁止艾丽斯·兰德尔的《风已飘去》（The Wind Done Gone）出版商发行该书的禁令。
这个案例代表了一个原则，即在美国创作和出版一本精心编写的戲仿小说算作合理使用。尽管声称米切尔作品的大部分内容在《风已飘去》被使用，但上诉法院认为，对所涉权利进行全面裁决的可能结果将是合理使用。该决定遵照美国最高法院先前对坎贝尔诉阿卡夫罗斯音乐发行公司案的裁决。此案同样是在未经允许的情况下模仿，裁决裁定2 Live Crew未经许可使用羅伊·奧比森的歌曲《哦，漂亮女人》（Oh, Pretty Woman）中的低音线，即使作品是商业用途，也构成合理使用，并将这一原则从歌曲扩展到小说。这是第十一巡回法院具有约束力的判決先例。
出版商霍顿同意向莫爾豪斯學院捐款后，玛格丽特·米切尔故居选择放弃诉讼。